# Aeródromo Túshino
El Aeropuerto o Aeródromo Túshino (del ruso: Аэродром Тушино) (OACI: UUUS) fue un aeropuerto que se encontraba localizado en la parte noroeste de Moscú, Rusia. Durante la Guerra Fría era el sitio donde los soviéticos mostraban sus adelantos tecnológicos al mundo.
En 1991, el Aeropuerto Túshino fue usado para alojar el concierto-espectáculo Monsters of Rock, con bandas como AC/DC, Pantera y Metallica a una multitud de 1 millón de personas.
En junio de 2010 se empezó a levantar sobre los terrenos del aeródromo un complejo deportivo que alberga entre otras instalaciones, el estadio Otkrytie Arena del club de fútbol Spartak de Moscú inaugurado en septiembre del 2014.

## Pistas
El aeropuerto de Túshino disponía de tres pistas de tierra (ver ficha).